# Walter Dietrich (Theologe)

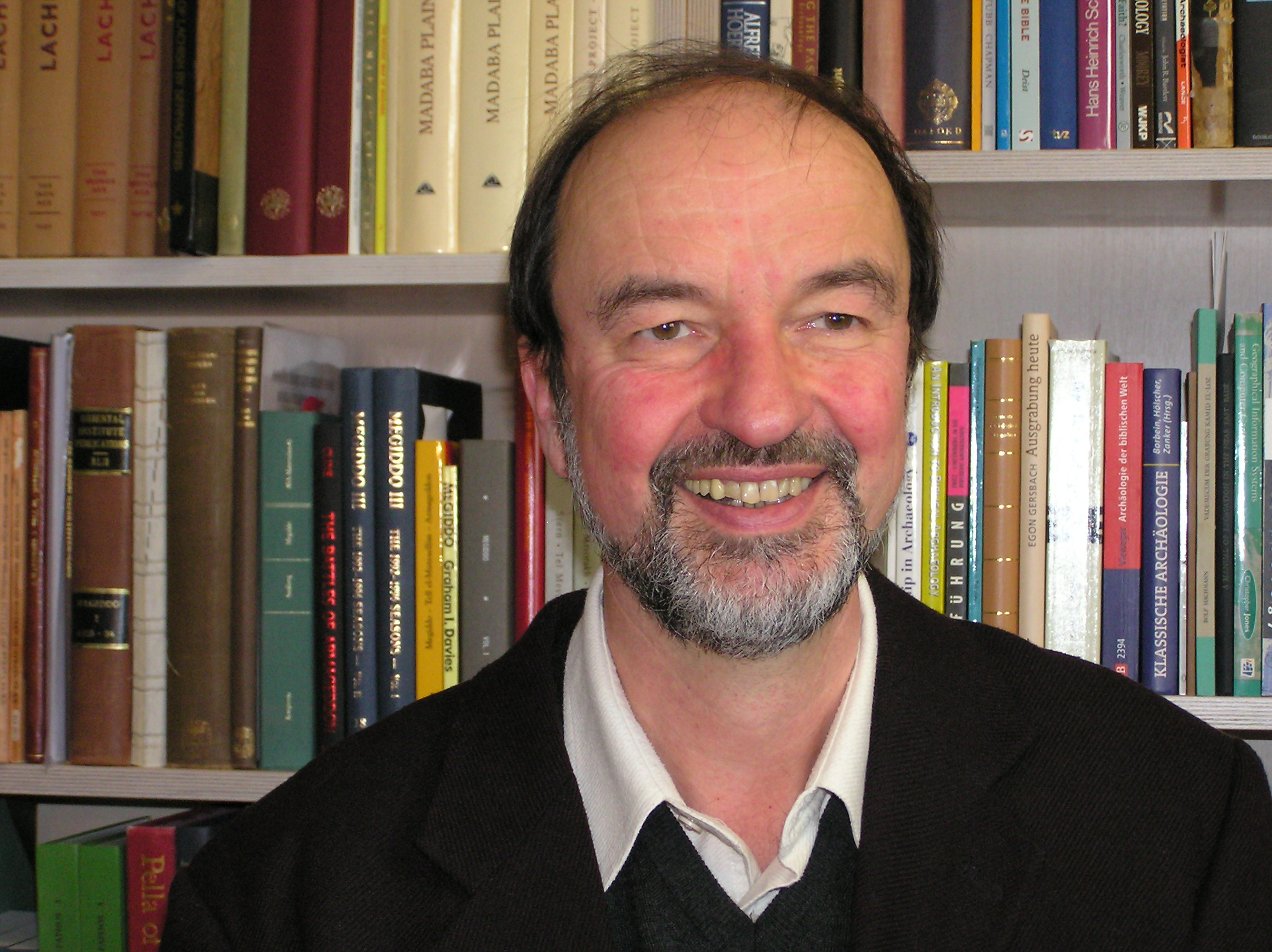
Walter Dietrich

Walter Dietrich (* 15. Januar 1944 in Yunnan, Republik China) ist ein deutscher evangelischer Theologe. Er ist Professor emeritus für das Alte Testament an der Universität Bern.

## Leben
Dietrich ging in Amberg und Coburg zur Schule. Er studierte evangelische Theologie in Münster und Göttingen. 1971 wurde Dietrich in Münster mit einer Arbeit über das Deuteronomistische Geschichtswerk promoviert. Von 1971 bis 1977 arbeitete er als Assistent von Rudolf Smend in Göttingen, wo er sich 1975 habilitierte und danach Privatdozent war. Von 1977 bis 1982 hatte er die Pfarrstelle in Dassel inne, zugleich war er als Privatdozent tätig. 1982 wurde er Professor für das Alte Testament an der Universität Oldenburg; 1986 wechselte er nach Bern, dort wurde er nach 23 Jahren im Jahr 2009 emeritiert.

## Schriften (Auswahl)
Hierzu gehören folgende Einzelbände:
- Prophetie und Geschichte. Eine redaktionsgeschichtliche Untersuchung zum deuteronomistischen Geschichtswerk, Göttingen 1972 (FRLANT 108).
- Jesaja und die Politik, München 1976 (BEvTh 74).
- Israel und Kanaan. Vom Ringen zweier Gesellschaftssysteme, Stuttgart 1979 (SBS 94).
- David, Saul und die Propheten. Das Verhältnis von Religion und Politik nach den prophetischen Überlieferungen vom frühesten Königtum in Israel, Stuttgart 1987 (BWANT 122), 2. Aufl. 1992.
- Die Josephserzählung als Novelle und Geschichtsschreibung. Zugleich ein Beitrag zur Pentateuchfrage, Neukirchen-Vluyn 1989 (BThSt 14).
- Die Samuelbücher [zus. mit Thomas Naumann], Darmstadt 1995 (EdF 287).
- Die dunklen Seiten Gottes, Band 1: Willkür und Gewalt [zusammen mit Christian Link], Neukirchen-Vluyn, 6. Auflage 2015.
- Die dunklen Seiten Gottes, Band 2: Allmacht und Ohnmacht [zusammen mit Christian Link], Neukirchen-Vluyn, 4. Auflage 2015.
- Die frühe Königszeit in Israel. 10. Jahrhundert v. Chr., Stuttgart 1997 (Biblische Enzyklopädie 3); englisch: „The Early Monarchy in Israel“, Atlanta 2007/Leiden 2007.
- Von David zu den Deuteronomisten. Studien zu den Geschichtsüberlieferungen des Alten Testaments, Stuttgart 2002 (BWANT 156).
- Theopolitik. Studien zur Theologie und Ethik des Alten Testaments, Neukirchen-Vluyn 2002.
- David – ein Königsweg. Psychoanalytisch-theologischer Dialog über einen biblischen Entwicklungsroman, [zusammen mit Hans-Jürgen Dallmeyer], Göttingen 2002.
- Gewalt und Gewaltüberwindung in der Bibel, [mit Moisés Mayordomo], Zürich 2005.
- David. Der Herrscher mit der Harfe, Leipzig 2006 (Biblische Gestalten 14).
- Begegnungen – Belastungen – Bewegungen. Berner Münsterpredigten. Basel 2009.
- Ambivalenzen erkennen, aushalten und gestalten. Eine neue interdisziplinäre Perspektive für theologisches und kirchliches Arbeiten, [zusammen mit Kurt Lüscher und Christoph Müller], Zürich 2009.
- Samuel, Biblischer Kommentar zum Alten Testament 8, Band 1 [1Samuel 1–12], Neukirchen-Vluyn 2011.
- Samuelbücher im deuteronomistischen Geschichtswerk (BWANT 201), Stuttgart 2012.
- Gottes Einmischung. Studien zur Theologie und Ethik des Alten Testaments II, Neukirchen-Vluyn 2013.
- Konzise und aktualisierte Ausgabe des Hebräischen und Aramäischen Lexikons zum Alten Testament [mit Samuel Arnet], Leiden/Boston 2013.
- Nahum-Habakuk-Zefanja, Internationaler Exegetischer Kommentar zum Alten Testament, Stuttgart 2014.
- Die Entstehung des Alten Testaments [mit drei anderen Autoren], Stuttgart 2014.
- Samuel, Biblischer Kommentar zum Alten Testament 8, Band 2 [1Samuel 13–26], Neukirchen-Vluyn 2015.
- Samuel, Biblischer Kommentar zum Alten Testament 8, Band 3 [1Samuel 27 – 2Samuel 5], Göttingen 2019.
- Historiographie und Erzählkunst in den Samuelbüchern, Stuttgart 2019 (BWANT 221).
- Samuel. (Biblischer Kommentar zum Alten Testament 8, Band 4 [2Samuel 9–14]), Göttingen 2021.
- Die Samuelbücher heute lesen, Zürich 2022.

Daneben ist Dietrich Herausgeber und Mitherausgeber zahlreicher Einzelbände und Reihen. Dazu zählen u. a.
- mit Wolfgang Stegemann: Biblische Enzyklopädie, 12-bändige Reihe, Kohlhammer, Stuttgart 1996 ff., ISBN 3-17-012330-0 (Band 1); 1998, ISBN 3-17-012334-3 (Band 5, bisher).
- mit Reinhard von Bendemann, Marlies Gielen, Ruth Scoralick: Beiträge zur Wissenschaft vom Alten und Neuen Testament, Stuttgart 2000ff.
- mit Wolfgang Lienemann: Religionen – Wahrheitsansprüche – Konflikte. Theologische Perspektiven, Zürich 2010 (Beiträge zu einer Theologie der Religionen 10).
- Seitenblicke. Literarische und historische Studien zu Nebenfiguren im zweiten  Samuelbuch, Fribourg/Göttingen 2011 (OBO 249)
- The Books of Samuel. Stories - History - Reception History, Peeters, Leuven 2016.
- Die Welt der Hebräischen Bibel, Stuttgart 2017.
- Internationaler Exegetischer Kommentar zum Alten Testament, Stuttgart.
- mit Heinz-Dieter Neff Klaus Jürgen Weber: Samuelmusik. Die Rezeption des biblischen Samuel in Geschichte, Musik und bildender Kunst, de Gruyter, Boston und Berlin 2021.[4]

## Ehrungen
- Ehrendoktor wurde er 1998 in Klausenburg, 2005 in Helsinki und Budapest.
- Ehrensenator 2009 an der Lucian-Blaga-Universität in Sibiu, Rumänien.[5]
- Präsident des „Colloquium Biblicum Lovaniense“ 2014 in Leuven.